# 당나귀 귀 설화
당나귀 귀 설화는 당나귀 귀를 가진 왕에 대한 설화로, 세계적으로 여러 가지 구전으로 퍼져 여러 이야기가 있다.

## 미다스 왕

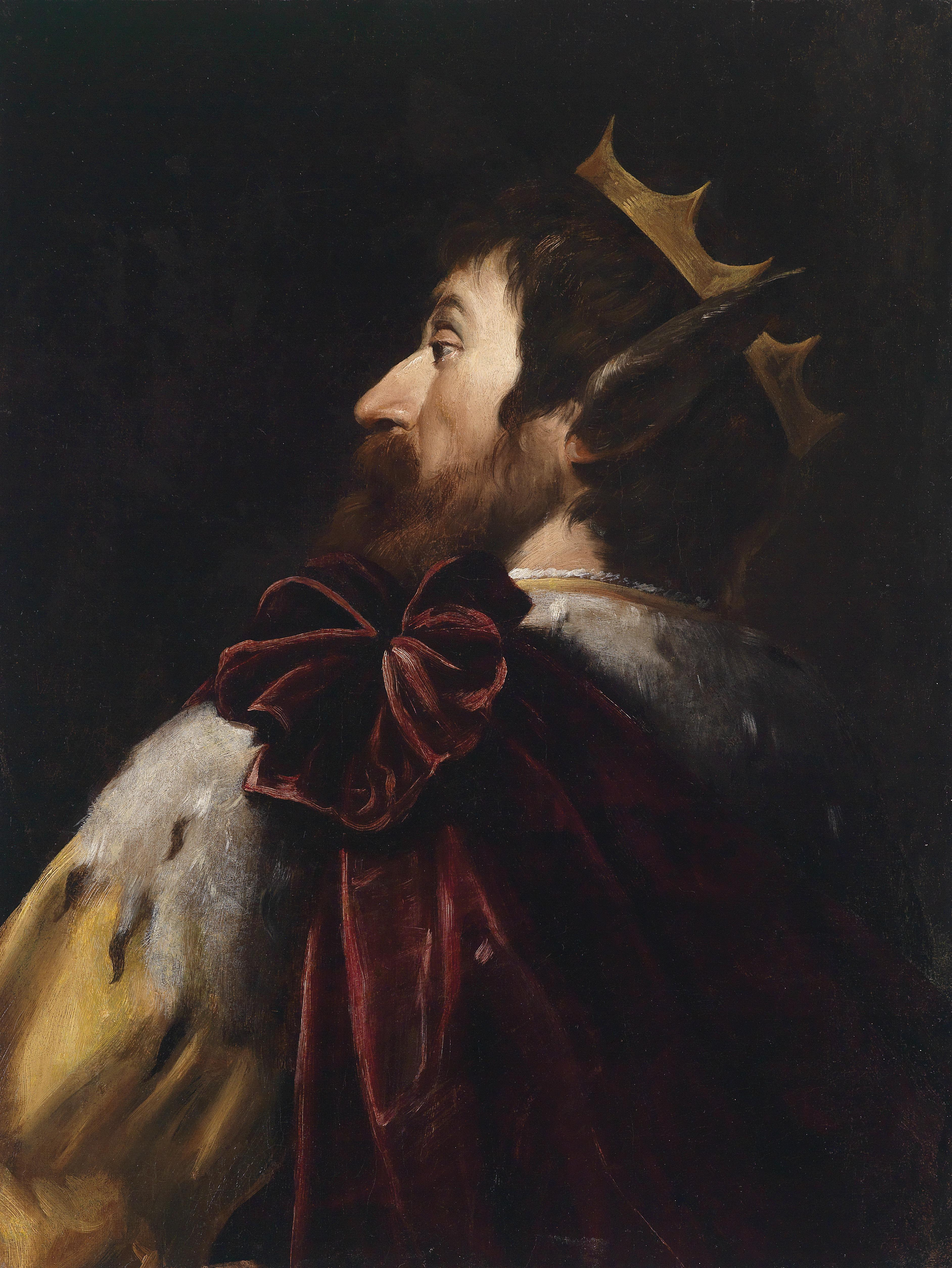
《미다스 왕》(안드레아 바카로, 1670년경)

그리스 신화에 등장하는 왕 미다스는 태양신 아폴로와 판 사이의 음악 경연을 참관했다. 아폴로의 패배를 선언한 미다스는 아폴로의 노여움을 사 귀가 당나귀 귀처럼 변하게 되었다. 미다스는 자신의 귀를 모자로 가리고 다녔으나 이발사에게만은 보여줄 수밖에 없었다. 비밀을 지키라고 명령받은 이발사는 참을 수 없어서 땅에 구멍을 파서 ‘미다스 왕의 귀는 당나귀 귀’라고 말하고 구멍을 다시 덮었다. 그 뒤 그 자리에 생긴 갈대밭에서 ‘미다스 왕의 귀는 당나귀 귀’라는 소리가 들리기 시작했다.
미다스가 당나귀 귀를 가지고 있다는 것은 아리스토파네스의 기원전 5세기 희극 《개구리》에 언급된다. 이후 오비디우스의 기원전 1세기 서사시 《변신 이야기》에 위 이야기가 등장한다.

## 경문왕 설화
대한민국에서는 신라의 제 48대 왕인 경문왕의 이야기로도 많이 전해진다. 내용은 다음과 같으며 삼국유사에 실려 있다.
경문왕은 귀가 당나귀처럼 길다는 것을 부끄러워했다. 단 한 사람, 그의 모자를 만드는 사람만이 이 사실을 알고 있었다. 그러나 그는 이 사실을 아무에게도 말하지 못해 답답해하다가 죽기 전에 도림사(道林寺) 쪽 대나무숲에서 "임금님 귀는 당나귀 귀"라고 외쳤다. 뒤이어 이 소리는 바람을 타고 전국에 퍼졌다. 바람이 불 때마다 이런 소리가 들리자 경문왕은 대나무를 베어 버리고 산수유나무를 심도록 했는데 그 후로는 "임금님 귀는 길다"라는 소리가 들리게 되었다고 한다.

## 기타
전설에 따르면, 중앙아시아의 이식쿨호가 생기기 전 그 지역을 다스리던 왕은 당나귀 귀를 가지고 있었다. 왕은 비밀을 지키기 위해 이발사들을 모두 죽였다. 살아남은 이발사 한 명이 우물 속에다 비밀을 털어놓았더니 우물이 넘쳐서 호수가 생겼다고 한다.
아일랜드 전설 속 왕인 Labraid Loingsech는 말의 귀를 가지고 있었다. 왕의 이발사가 비밀을 남에게 털어놓을 수 없어 병이 걸렸다. 이발사는 드루이드의 조언에 따라 커다란 버드나무에 비밀을 털어놓았다. 그 뒤 시인인 Craiftine이 우연히 그 버드나무로 하프를 만들었는데 연주를 할 때마다 ‘Labraid Lorc는 말의 귀를 가지고 있다’는 노래를 연주했다고 한다.

## 같이 보기
- 경문왕